# Ricardo Adolfo de la Guardia Arango

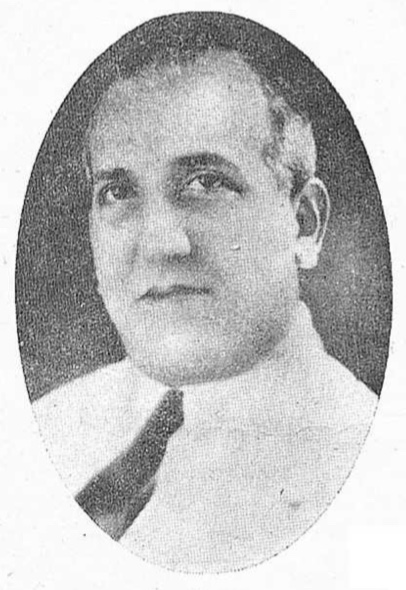
Ricardo Adolfo de la Guardia Arango

Ricardo Adolfo de la Guardia Arango (* 14. März 1899 in Panama-Stadt; † 29. Dezember 1969 ebenda) war ein panamaischer Politiker. Von 1941 bis 1949 war er Staatspräsident.
Von 1940 bis Mitte 1941 war er Außenminister. Am 9. Oktober 1941 trat er als Nachfolger von Arnulfo Arias das Amt des Staatspräsidenten an. Er behielt dieses Amt bis zum 15. Juni 1949. Sein Nachfolger wurde Enrique Adolfo Jiménez Brin.
| Personendaten    | Personendaten                        |
| ---------------- | ------------------------------------ |
| NAME             | Guardia Arango, Ricardo Adolfo de la |
| KURZBESCHREIBUNG | panamaischer Politiker               |
| GEBURTSDATUM     | 14. März 1899                        |
| GEBURTSORT       | Panama-Stadt                         |
| STERBEDATUM      | 29. Dezember 1969                    |
| STERBEORT        | Panama-Stadt                         |